# Bạch Văn Kỳ
Bạch Văn Kỳ (sinh tháng 10 năm 1955) là Trung tướng Quân Giải phóng Nhân dân Trung Quốc (PLA). Ông hiện là Chính ủy Không quân Chiến khu Bắc bộ. Ông từng giữ chức Chính ủy Không quân Quân khu Tế Nam và Chính ủy Hạm đội Bắc Hải.

## Tiểu sử
Bạch Văn Kỳ sinh tháng 10 năm 1955 tại Hưng Thành, tỉnh Liêu Ninh. Ông là người Mông Cổ. Ông tốt nghiệp chuyên ngành khoa học chiến lược quân sự tại Đại học Quốc phòng PLA. Ông có trình độ học vấn nghiên cứu sinh Đại học Quốc phòng PLA.
Bạch Văn Kỳ xuất thân từ Lực lượng hàng không Hải quân. Ông từng giữ chức Chính ủy Căn cứ huấn luyện thuộc Lực lượng hàng không Hải quân và Phó Chủ nhiệm Chính trị Lực lượng hàng không Hạm đội Đông Hải.
Năm 2005, ông được bổ nhiệm giữ chức Chủ nhiệm Chính trị Lực lượng hàng không Hạm đội Nam Hải. Tháng 7 năm 2006, ông được thăng quân hàm Chuẩn Đô đốc. Tháng 4 năm 2008, ông được bổ nhiệm làm Phó Chính ủy Hạm đội Bắc Hải kiêm Chính ủy Lực lượng hàng không Hạm đội Bắc Hải. Tháng 7 năm 2012, ông được bổ nhiệm giữ chức vụ Chính ủy Hạm đội Bắc Hải. Năm 2013, ông được bầu làm đại biểu Quốc hội khóa XII (2013-2018). Tháng 8 năm 2013, ông được thăng quân hàm Trung tướng.
Tháng 7 năm 2015, ông được bổ nhiệm làm Chính ủy Không quân Quân khu Tế Nam.
Ngày 1 tháng 2 năm 2016, Chủ tịch Quân ủy Trung ương Tập Cận Bình tuyên bố giải thể 7 Quân khu là Bắc Kinh, Thẩm Dương, Tế Nam, Nam Kinh, Quảng Châu, Lan Châu và Thành Đô để thành lập 5 Chiến khu là Chiến khu Đông, Chiến khu Bắc, Chiến khu Nam, Chiến khu Tây và Chiến khu Trung ương. Bạch Văn Kỳ được bổ nhiệm giữ chức Chính ủy Không quân Chiến khu Bắc bộ.
Năm 2018, ông được bầu làm đại biểu Quốc hội khóa XIII (2018-2023).